# Tinerețea (roman)
Tinerețea este al treilea roman autobiografic al scriitorului rus Lev Tolstoi, fiind precedat de celelalte două romane: Copilăria (roman) și Adolescența (roman).